# Tour du Vaucluse
Tour du Vaucluse var ett franskt lopp i landsvägscykling som kördes i departementet Vaucluse och vars första upplaga avhölls 1923 som ett endags linjelopp för professionella. Det kördes sedan som sådant till och med 1960. Det återuppstod 1964 som ett linjelopp för amatörer, vilket 1965 gjordes om till ett etapplopp (till och med 1969 tilläts även oberoende att deltaga). 1978 öppnades loppet för professionella och den sista upplagan arrangerades 1998. Från 1951, när det återupptogs efter andra världskriget, gick loppet i april. Från det att loppet åter blev professionellt 1978 kördes det under fyra dagar till och med 1980, då det ökades till fem, vilket blev sex dagar 1988, för att från 1994 till slutåret återigen köras under fem dagar.
Flest totalsegrar, tre, har fransmannen Michel Laurent, medan tysken Olaf Ludwig har vunnit flest etapper – fyra.

## Podieplaceringar
| Linjelopp      |                   |                    |                    |
| År             | Vinnare           | Tvåa               | Trea               |
| Professionella |                   |                    |                    |
| 1923           | Romain Bellenger  | José Pelletier     | Joseph Curtel      |
| 1924           | Maurice Ville     | Jean Hillarion     | Gaston Ducerisier  |
| 1925- 1929     | ej avhållet       |                    |                    |
| 1930           | Louis Gras        | Maxime Calamel     | Ernest Neuhard     |
| 1931           | Maxime Calamel    | Henri Bergerioux   | Marius Guiramand   |
| 1932           | Maxime Calamel    | Giuseppe Cassin    | Georges Speicher   |
| 1933           | Georges Speicher  | Max Bulla          | Louis Hardiquest   |
| 1934           | Jean Bidot        | Maurice Archambaud | Edoardo Molinar    |
| 1935           | Jean Bidot        | Léon Level         | Maxime Calamel     |
| 1936           | Ettore Molinaro   | Fabien Galateau    | Luigi Barral       |
| 1937           | Giuseppe Cassin   | Henri Puppo        | Adrien Buttafocchi |
| 1938           | Nello Troggi      | Amédée Rolland     | Georges Naisse     |
| 1939           | Dante Gianello    | Fermo Camellini    | Pierre Lorino      |
| 1940           | ej avhållet       |                    |                    |
| 1941           | Domenique Zanti   | Pierre Canavèse    | Paul Neri          |
| 1942- 1950     | ej avhållet       |                    |                    |
| 1951           | Raoul Rémy        | Antonin Rolland    | Robert Chapatte    |
| 1952           | José Pérez Llácer | Siro Bianchi       | Antonin Rolland    |
| 1953           | Antonin Canavèse  | Antonin Rolland    | Francis Anastasi   |
| 1954           | Raymond Elena     | André Payan        | Siro Bianchi       |
| 1955           | Russell Mockridge | Raoul Rémy         | Antonin Canavèse   |
| 1956           | Lucien Fliffel    | Guy Carle          | Marcel Ferri       |
| 1957           | Jean Dotto        | Gérard Bousquet    | Henry Anglade      |
| 1959           | Max Cohen         | Alcide Vaucher     | Fernand Lamy       |
| 1960           | René Fournier     | Anatole Novak      | Siro Bianchi       |
| 1961– 1963     | ej avhållet'      |                    |                    |
| Amatörer       |                   |                    |                    |
| 1964           | Gilbert Salvador  |                    |                    |

| Etapplopp      |                       |                      |                           |
| År             | Vinnare               | Tvåa                 | Trea                      |
| Amatörer       |                       |                      |                           |
| 1965           | Marcel Ferri          | Alain Escudier       | Cenari                    |
| 1966           | Francis Ducreux       | Serge Bolley         | Marcel Ferri              |
| 1967           | Paul Gutty            | Joseph Carrara       | Roger Giorgetti           |
| 1968           | Pierre Martelozzo     | Paul-Louis Combes    | Yves Rault                |
| 1969           | Pierre Martelozzo     | Vittorio Cumino      | Francis Rigon             |
| 1970           | Mario Corti           | Giuseppe Maffeis     | Franco Baroni             |
| 1971           | Giuseppe Maffeis      | Claude Mazeaud       | Mario Corti               |
| 1972           | ej avhållet           |                      |                           |
| 1973           | Stanisław Szozda      | Fernando Plaza       | Ryszard Szurkowski        |
| 1974           | Jan Brzezny           | Tadeusz Mytnik       | B. Kierczyński            |
| 1975           | Patrick Marette       | Henri Berthillot     | François Indalecio        |
| 1976           | Hans-Joachim Hartnick | Tadeusz Mytnik       | Nensjo Stajkov            |
| 1977           | Bernd Drogan          | Giovanni Fedrigo     | Tadeusz Mytnik            |
| Professionella |                       |                      |                           |
| 1978           | Michel Laurent        | Mariano Martínez     | Pierre-Raymond Villemiane |
| 1979           | Czesław Lang          | Zdeňek Benaček       | Alain De Carvalho         |
| 1980           | Michel Laurent        | Robert Millar        | Jean-François Rodriguez   |
| 1981           | Michel Laurent        | Bernard Thévenet     | Alain De Carvalho         |
| 1982           | Éric Caritoux         | Laurent Fignon       | Urs Zimmermann            |
| 1983           | Denis Roux            | André Chappuis       | Gilles Mas                |
| 1984           | Philippe Chevallier   | Davide Cassani       | Éric Salomon              |
| 1985           | Jean-Jacques Philipp  | Philippe Casado      | Hervé Doueil              |
| 1986           | Jérôme Simon          | Laurent Fignon       | Uwe Ampler                |
| 1987           | Pascal Simon          | Uwe Ampler           | Laurent Fignon            |
| 1988           | Charly Mottet         | Claude Criquielion   | Jan Schur                 |
| 1989           | Steven Rooks          | Pascal Lance         | Éric Caritoux             |
| 1990           | Atle Kvålsvoll        | Thierry Bourguignon  | Luc Leblanc               |
| 1991           | Miguel Indurain       | Fabrice Philipot     | Luc Roosen                |
| 1992           | Robert Forest         | Orlando Rodrigues    | Dmitrij Zjdanov           |
| 1993           | Thierry Bourguignon   | Pascal Hervé         | Jean-Christophe Currit    |
| 1994           | Blaise Chauvière      | František Trkal      | Jens Zemke                |
| 1995           | Fabrizio Guidi        | Jean-Christophe Bloy | Claude Lamour             |
| 1996           | Fabrizio Guidi        | Marco Vergnani       | Maurizio De Pasquale      |
| 1997           | ej avhållet           |                      |                           |
| 1998           | Benoît Salmon         | Artūras Kasputis     | Daniel Schnider           |